# Woman in Black
Woman in Black – drugi album studyjny polskiej piosenkarki Sashy Strunin. Wydawnictwo ukazało się 14 października 2016 nakładem Agencji Muzycznej Polskiego Radia.
Album spotkał się z pozytywnym odbiorem ze strony krytyków muzycznych.

## Realizacja
Prace nad albumem rozpoczęły się w 2015. Strunin do współpracy zaprosiła amerykańskiego trębacza jazzowego Gary’ego Guthmana, który jest autorem wszystkich kompozycji na płycie. W ramach przygotowań do nagrania albumu szkoliła się w śpiewie jazzowym poprzez wykonywanie standardów tego gatunku, m.in. „Misty” w wykonaniu Sary Vaughan. W jej opinii „śpiewanie swingu to zupełnie inne frazowanie, oddech, podejście do harmonii i rytmu. Szczerze mogę powiedzieć, że w dwa lata przećwiczyłam to, czego uczą się studenci na wydziale jazzu Katowickiej Akademii Muzycznej”. Zawartą na albumie muzykę określiła mianem „jazz noir” – jazz inspirowany filmami kryminalnymi z lat 40. i 50. XX wieku (kino noir). Warstwa tekstowa wydawnictwa została oparta na jej osobistych przeżyciach, takich jak dojrzewanie, poszukiwanie własnej drogi życiowej czy miłość: „Prototypem albumu była moja książka, którą sama zrobiłam, która składa się z moich zdjęć, wspomnień, różnych intymnych historii, zapisków emocjonalnych. Tę książkę dałam Gary’emu i tak powstało 11 historii. Każda piosenka na tej płycie to jest jedno z moich opowiadań”.

## Promocja
14 lutego 2017 w Studio Koncertowym Polskiego Radia im. Witolda Lutosławskiego Strunin zagrała koncert promocyjny płyty. Podczas koncertu towarzyszył jej oryginalny skład zespołu, który brał udział w nagraniu Woman in Black.

### Single
Premiera pierwszego singla promującego album, tytułowego „Woman in Black”, odbyła się 30 września 2016. W grudniu 2017 ukazała się polskojęzyczna wersja znajdującego się na płycie utworu „Don’t Tell Me No” zatytułowana „Nie mów mi nie” z tekstem przetłumaczonym przez Domana Nowakowskiego.

## Odbiór

### Krytyczny
Janusz Szrom w recenzji dla „Gazety Polskiej” napisał: „to dobry jazzowy oraz komercyjny, w najlepszym tego słowa znaczeniu, obraz muzyczny o wysokich walorach artystycznych”. Ponadto pochwalił występ wokalny Strunin, przekaz treści, feeling oraz ekspresję.

## Lista utworów
Opracowano na podstawie materiału źródłowego.
| Nr  | Tytuł utworu              | Słowa        | Muzyka  | Długość |
| --- | ------------------------- | ------------ | ------- | ------- |
| 1.  | „Woman in Black”          | Gary Guthman | Guthman | 4:52    |
| 2.  | „Don’t Tell Me No!”       | Guthman      | Guthman | 3:52    |
| 3.  | „Take Me Away”            | Guthman      | Guthman | 5:18    |
| 4.  | „Forbidden Love”          | Guthman      | Guthman | 4:32    |
| 5.  | „A Fine Tango”            | Guthman      | Guthman | 5:19    |
| 6.  | „Don’t Hold Back”         | Guthman      | Guthman | 8:41    |
| 7.  | „That’s Just How It Goes” | Guthman      | Guthman | 5:42    |
| 8.  | „Too Young to Know”       | Guthman      | Guthman | 5:37    |
| 9.  | „The Name of My Game”     | Guthman      | Guthman | 4:56    |
| 10. | „Dangerous Blues”         | Guthman      | Guthman | 7:33    |
| 11. | „You and I Are One”       | Guthman      | Guthman | 6:04    |
|     |                           |              |         | 1:02:26 |

## Twórcy
Opracowano na podstawie materiału źródłowego.
- Sasha Strunin – wokal
- Gary Guthman – produkcja muzyczna, aranż, miksowanie, trąbka
- Marek Piotr Szumski – miksowanie, mastering
- Paweł Pańta – kontrabas
- Paweł Dobrowolski – perkusja
- Filip Wojciechowski – fortepian
- Jacek Namysłowski – puzon
- Michał Milczarek – gitara
- Marcin Kajper – saksofon